# 幸吉 (呼出)
幸吉（こうきち、1968年（昭和43年）6月22日 - ）は、大相撲の幕内呼出である。本名は千場 勝志（ちば かつし）。宮城県仙台市宮城野区出身。大鳴戸部屋→桐山部屋→友綱部屋→大島部屋所属。血液型はAB型。

## エピソード
2022年7月場所13日目、新型コロナウイルスにより休場力士が多くなった影響で、呼び上げる予定の2番がいずれも不戦勝となったため、この日は呼び上げの出番がなくなった。また新型コロナ関連ではないが、2024年3月場所5日目も呼び上げる予定の2番がいずれも不戦となり、呼び上げの出番なく一日が終わった。

## 不祥事
2011年11月30日、交際相手の女性の顔を平手で殴り打撲を負わせたとして、傷害容疑で逮捕され、起訴猶予となった。これを受けて、同年12月22日、日本相撲協会は理事会を開き、幸吉を譴責処分とした。なお翌2012年1月場所からは通常通り出場している。

## 履歴
- 1984年5月場所 - 初土俵。
- 1994年7月場所 - 呼出の番付制導入により、三段目呼出となる。
- 1995年1月場所 - 幕下呼出に昇進。
- 1996年1月場所 - 十両呼出に昇進。
- 2002年5月場所 - 幕内呼出に昇進。